# Paolo Conte
Paolo Conte (Asti, 6 gennaio 1937) è un cantautore, polistrumentista, pittore ed ex avvocato italiano.
Pianista di formazione jazz, è considerato uno dei più innovativi cantautori italiani. Nella sua sessantennale carriera è stato autore di musiche per altri artisti, spesso collaborando con parolieri come Vito Pallavicini.  Inizialmente svolse la professione di avvocato, per poi decidere, nel 1974, di abbandonare la carriera forense per dedicarsi esclusivamente a quella artistica. Stimato e apprezzato dal pubblico francese e da varie platee internazionali si è cimentato in altri campi espressivi, ricevendo nel 2007 una laurea honoris causa in pittura, conferitagli dall'Accademia di belle arti di Catanzaro. Insieme a Fabrizio De André è l'artista con il maggior numero di riconoscimenti da parte del Club Tenco, con sei Targhe e un Premio Tenco. Ha inoltre ricevuto un Premio Chiara nell'apposita sezione Le parole della musica.
Il 26 novembre 2021 il comune di Scurzolengo (AT) gli ha riconosciuto la cittadinanza onoraria come segno di rispetto e riconoscenza per i molteplici successi e per il contributo apportato alla musica e all'arte italiana.

## Biografia

### Gli anni cinquanta

#### I primi passi nel mondo della musica e l'amore per il jazz

Un giovane Paolo Conte al vibrafono in una foto degli anni cinquanta

Nasce ad Asti il 6 gennaio 1937. Il padre Luigi è un notaio con la passione per la musica, mentre la madre Carlotta proviene da una famiglia di proprietari terrieri. Durante la guerra trascorre molto tempo nella fattoria del nonno e tramite i genitori, appassionati di musica colta e popolare, apprende i rudimenti del pianoforte. Durante gli anni del fascismo il padre acquista in maniera clandestina dischi di origine straniera, generando in Conte il primo embrionale amore per il jazz. A raccontarlo sarà lo stesso musicista in un'intervista degli anni ottanta: «Mussolini aveva proibito la diffusione della musica americana e del jazz. Però era difficile impedire tutto. Così i grandi classici potevano circolare a patto di essere eseguiti da orchestre italiane e con titoli italiani: ecco perché St. Louis Blues diventò Tristezze di San Luigi! I miei, che erano molto giovani e dunque curiosi, appassionati di musica e ghiotti di novità, in barba alla polizia riuscivano a procurarsi dischi o spartiti di musica americana; la decifravano e poi la suonavano in salotto. In questo modo, sono stato nutrito di jazz e di America fin dall'infanzia».
Diplomatosi al Liceo classico Vittorio Alfieri di Asti e laureatosi in giurisprudenza all'Università degli Studi di Parma, inizia a lavorare come assistente presso lo studio paterno, decidendo, contemporaneamente, di estendere a livello semi-professionale gli studi musicali. Durante la metà degli anni cinquanta impara a suonare il trombone, poi il vibrafono, entrando in numerosi complessi cittadini: dalla Barrelhouse Jazz Band, ai Taxi for Five, fino alla The Lazy River Band Society; i cui nomi tradiscono una passione per lo swing d'oltreoceano. In particolar modo con la Barrelhouse Jazz Band fonda l'USMA: "Unione Studenti Medi Astigiani", aprendo un circolo musicale presso l'Associazione Alpini della città. Il gruppo si esibisce tutti i sabati pomeriggio, dalle 16 alle 19 e 30, facendo conoscere ai propri coetanei autori musicali piuttosto sconosciuti come Rodgers e Hammerstein, George Gershwin, Cole Porter e Jerome Kern. Più avanti iniziano a suonare in vari locali, partecipando finanche ad alcuni festival cittadini tesi a promuovere complessi emergenti. La fascinazione per il jazz si estrinseca anche e soprattutto come fruitore di musica, tanto da convincere il giovane Conte a partecipare alla quarta edizione del "Quiz Internazionale di Jazz", a Oslo, classificandosi al terzo posto.

### Gli anni sessanta

#### La collaborazione con Vito Pallavicini e il successo diAzzurro
All'inizio degli anni sessanta fonda un nuovo gruppo, il Paul Conte Quartet (che vede alla batteria il fratello minore Giorgio Conte). Il complesso darà l'opportunità al musicista di affacciarsi sul mercato discografico, pubblicando per l'occasione un EP 7" di musica jazz dal titolo The Italian Way to Swing. L'album però non riscuote alcun successo. Sotto la scia di suggestioni assorbite dal cinema e dalla letteratura, inizia a scrivere le sue prime canzoni, spesso in collaborazione con il fratello Giorgio. Tra le varie sono da ricordare Ed ora te ne vai, cantata da Vanna Brosio e L'ultimo giorno, cantata da Carla Boni su testo di Giorgio Calabrese. Paolo Conte si avvicina al mondo della canzone principalmente come "autore", componendo musiche e arrangiamenti per altri artisti. Il primo brano di un certo successo s'intitola Chi era lui, inserita e cantata da Adriano Celentano nell'album La festa. ll testo, di chiara ispirazione religiosa, viene scritto da Mogol e Miki Del Prete, ed è presente nel lato B del celebre 45 giri Il ragazzo della via Gluck. La collaborazione con Celentano prosegue con  La coppia più bella del mondo, (con parole di Luciano Beretta e Miki Del Prete) e soprattutto con Azzurro, il cui testo è firmato da Vito Pallavicini, paroliere con cui il musicista astigiano inizierà una prolifica collaborazione che durerà, in pratica, per tutti gli anni sessanta.
Nel 2007, lo stesso Celentano ha svelato, in occasione della morte di Pallavicini, la genesi di Azzurro: «Un giorno mi ha telefonato Pallavicini - ricorda Celentano - e mi ha detto: ho avuto un'idea pazzesca, però dobbiamo vederci, perché te la devo spiegare di persona. Ho scritto il testo di una canzone su una musica di Paolo Conte che non puoi non incidere perché sarà l'inno degli italiani: si chiamerà Azzurro». La canzone, divenuta un classico della musica italiana, sarà ripresa dallo stesso Conte e incisa nel suo primo album live Concerti, uscito nel 1985. A riprova del successo eccezionale che il brano ha avuto nel tempo, sempre nel 2007, un sondaggio promosso dal sito della Società Dante Alighieri ha decretato Azzurro al primo posto tra le canzoni italiane più famose e cantate nel mondo, spodestando l'altrettanto celebre Nel blu dipinto di blu di Domenico Modugno. Successivamente collabora col maestro Michele Virano, con il quale compone le musiche di altre canzoni di successo, quali Insieme a te non ci sto più per Caterina Caselli e Tripoli 1969 per Patty Pravo.
In merito alla canzone Messico e nuvole, portata al successo da Enzo Jannacci, Paolo Conte afferma: «Ho avuto la fortuna di trovare un interprete come Enzo Jannacci che per me rimane, storicamente parlando, il più grande cantautore che l'Italia abbia mai espresso. Jannacci è il personaggio che conosciamo, con una dose di visibile follia geniale, manifestata al momento della registrazione della canzone, alla quale io ero presente, poiché l'ha cantata per tutto il tempo coricato per terra con il microfono in mano, urlando e sgambettando come solo lui sa fare, da saltimbanco intellettuale». Nel 1968 scrive con Pallavicini e musicisti quali Enrico Intra e Mansueto Deponti, il brano jazz No amore per la cantante Giusy Romeo, in seguito conosciuta come Giuni Russo. Sempre con Pallavicini, dà alla luce un brano inquieto e drammatico, dal titolo La speranza è una stanza, particolarmente adatto allo stile della cantante italo-francese Dalida. Tra le canzoni di cui è autore in quel periodo, si ricorda Santo Antonio Santo Francisco, scritto per Piero Focaccia e Mungo Jerry, brano in gara al Festival di Sanremo 1971.

### Gli anni settanta

#### La svolta cantautoriale
(Da La Topolino amaranto, 1975)

Una foto di Paolo Conte negli anni settanta

Paolo Conte e Lucio Dalla nel 1977, durante lo spettacolo televisivo Il futuro dell'automobile e altre storie

È solo nel 1974, quando ormai è sul punto di abbandonare la musica per dedicarsi alla professione di avvocato, che si convince (anche grazie alla pressione del suo primo produttore Italo Greco), a presentare lui stesso le proprie canzoni. Di conseguenza, pubblica per la RCA Italiana il suo primo 33 giri dal titolo Paolo Conte. Si ha così la definitiva svolta cantautoriale dell'artista, che da qui in avanti firmerà in prima persona i testi delle proprie canzoni e dove è già presente "in nuce" tutto il suo stile riflessivo, spesso caricato di tagliente ironia. Per la critica il disco è un'opera ancora incerta e non precisamente messa a fuoco, quasi un'antologia revisionista delle varie canzoni scritte in passato. L'album, al momento dell'uscita, non ha il riscontro sperato; tuttavia alcune tracce diverranno, negli anni, tra le più note del musicista, tra le quali si ricordano: La ragazza fisarmonica, Una giornata al mare, La fisarmonica di Stradella e soprattutto Onda su onda, donata lo stesso anno all'amico e collega Bruno Lauzi. Con la canzone Sono qui con te sempre più solo, ha inizio la saga musicale dedicata all'"Uomo del Mocambo", storia del proprietario di un "bar immaginario", dove l'autore è solito tratteggiare situazioni dal gusto decadente, spesso impersonate da curatori fallimentari (in questo, aiutato da un forbito spirito autobiografico). L'architettura del locale (con i suoi tinelli "maròn", insegne, luci, ecc.) rimarrà pressoché identica in tutte le canzoni della saga. Il personaggio dell'uomo del Mocambo ritornerà nelle canzoni La ricostruzione del Mocambo, Gli impermeabili e da ultima, La nostalgia del Mocambo.
La ricostruzione del Mocambo è uno dei pezzi presenti nel successivo Paolo Conte, opera che sancisce il distacco dalla produzione di canzoni altrui, per approdare a una collezione di brani tra i più significativi della sua carriera: basti ricordare Genova per noi (definita dall'autore una delle sue canzoni più importanti), La Topolino amaranto, Pittori della domenica e Luna di marmellata. Il successo stenta ad arrivare e l'artista, nonostante tutto, inizia a esibirsi in pubblico, vincendo il suo carattere schivo e riservato. Dalle file del Corriere della Sera, lo stesso Conte avrà a dire: «Avevo già i baffi. Era di mezza stagione, ero vestito di velluto marrone. Mi ricordo che avevo un piano verticale, e durante le prove avevo appoggiato una bottiglia di acqua minerale che poi ho dimenticato. Quando poi di sera sono entrato in scena, nel buio, gli ho dato un colpo e ho subito battezzato le prime file. C'era già tanta gente, ad ascoltarmi, un quattrocento, cinquecento persone; poi per cinque, sei anni ho suonato ai Festival dell'Unità: l'intellighenzia allora era tutta lì, erano belle le feste con le donne che facevan da mangiare, si compravano i libri negli stand. Ho tenuto concerti anche a qualche grosso Festival dell'Unità, a Roma, Genova e Milano; leggendarie le kermesse emiliane, con quel buon profumo di costine di maiale».
Tra la fine del 1976 e l'inizio del 1977 torna a esibirsi in concerto con alcuni amici conosciuti alla RCA, tra i quali Piero Ciampi, Nada e Renzo Zenobi, ma le serate riscuotono consensi modesti. Grazie a questo incontro, Nada incide nello stesso anno tre canzoni di Conte: Avanti bionda, Arte e La fisarmonica di Stradella. Nel 1977 partecipa alla trasmissione televisiva di Lucio Dalla Il futuro dell'automobile e altre storie, dove si esibisce al piano cantando Onda su onda e La Topolino amaranto; nello stesso periodo collabora agli arrangiamenti dell'album Danze, scritto dall'amico Renzo Zenobi. Da ultimo scrive per Gipo Farassino una delle sue canzoni più interessanti, Monticone, divertito ritratto del tipico personaggio piemontese.

#### Il Club Tenco e il successo diUn gelato al limon
(Paolo Conte, 2017)

Un'immagine di Paolo Conte al Club Tenco con Giorgio Calabrese e Francesco Guccini negli anni settanta

Sul palco di Sanremo Conte avrà modo di far conoscere le sue prime canzoni, in particolare all'interno delle varie edizioni del Club Tenco, fino a diventarne (assieme ai colleghi Francesco Guccini e Roberto Vecchioni) un protagonista di punta. Tra i vari premi, si menziona, da ultimo, la Targa Tenco quale miglior canzone italiana al brano Elegia, contenuto nell'omonimo disco, uscito nel 2004.
A tre anni di distanza dalla pubblicazione dell'ultimo album, nel 1979 esce Un gelato al limon, dove il musicista riscuote successo. Così, dopo anni di gavetta, il pubblico si accorge del suo stile "inedito e personale", che attraverso l'uso del pianoforte costruisce musiche e atmosfere del tutto inusuali, dirette a controllare una voce dal timbro rauco e dimesso. Le storie cantate vivono sovente sullo sfondo di mondi esotici e hanno il compito di celare, nella realtà, sonnacchiosi sobborghi di provincia". In risposta a gran parte della critica, che intravede nel lessico contiano riferimenti alla provincia, il cantautore dichiara: «Non ne sono convinto e mi sono stupito che i critici considerino questi aspetti un privilegio della provincia. Casomai rappresentano la peculiarità di tutta la cultura italiana che ha una forte connotazione provinciale. Nelle piccole città si osservano le cose con più attenzione, i personaggi sono meno massificati, è più facile centrarli. Sono forse un po' più protagonisti».
Il favore presso il pubblico dell'album Un gelato al limon è dovuto alla presenza di canzoni quali Bartali (indirizzata al noto ciclista), e all'omonima title track (dedicata alla moglie Egle), interpretata, nello stesso anno, anche da Lucio Dalla e Francesco De Gregori che la includono nella scaletta del loro fortunato tour Banana Republic. In merito a ciò, Paolo Conte ricorda un incontro con De Gregori, avvenuto a Roma poco tempo dopo la conclusione del tour: «Mia moglie e io stavamo andando ad un ristorante, e dal fondo di una strada vedo apparire Francesco De Gregori: una figura alta che si stagliava in lontananza e si profondeva in scuse da lontano, e mi si avvicinava dicendo: "Mi perdonerai? Mi perdonerai?" "Ma per Diana, certo che ti perdono! Anzi mi hai fatto un gran regalo". Voleva farsi perdonare lo stile con il quale aveva interpretato la canzone, che lui stesso giudicava più profonda di quanto dicesse il tipo di esecuzione da loro scelto [...] è uno dei bei ricordi che fanno parte del catalogo degli "amati clienti", come chiamo gli esecutori delle mie canzoni, memorie del mio passato da avvocato». L'opera apre le porte allo scat, consistente nell'imitazione di strumenti musicali con la voce, tramite la riproduzione di fraseggi simili a quelli strumentali e composto da suoni che si ripetono a più intervalli, sostenendo e ricamando il canto. L'uso dello scat diverrà un marchio di fabbrica dell'artista (basti pensare al famoso za-za-ra-zaz di Bartali o più avanti al cips-cips-du-du-du-du di Via con me), così come quello del kazoo, piccolo membranofono di origine africana che si fa suonare cantando o parlando al suo interno, rendendo ancor più riconoscibili le varie esibizioni dal vivo. Altri brani da evidenziare sono l'ariosa Dal loggione, la giocosa Rebus, Angiolino e la vivace Sudamerica (reinterpretata al Club Tenco insieme con Ivano Fossati, Roberto Benigni e Francesco De Gregori). Da non dimenticare la pittoresca Blue tangos, inclusa nella colonna sonora del film Nouvelle vague, diretto da Jean-Luc Godard nel 1990.

### Gli anni ottanta

#### DaParis milongaadAppunti di viaggio

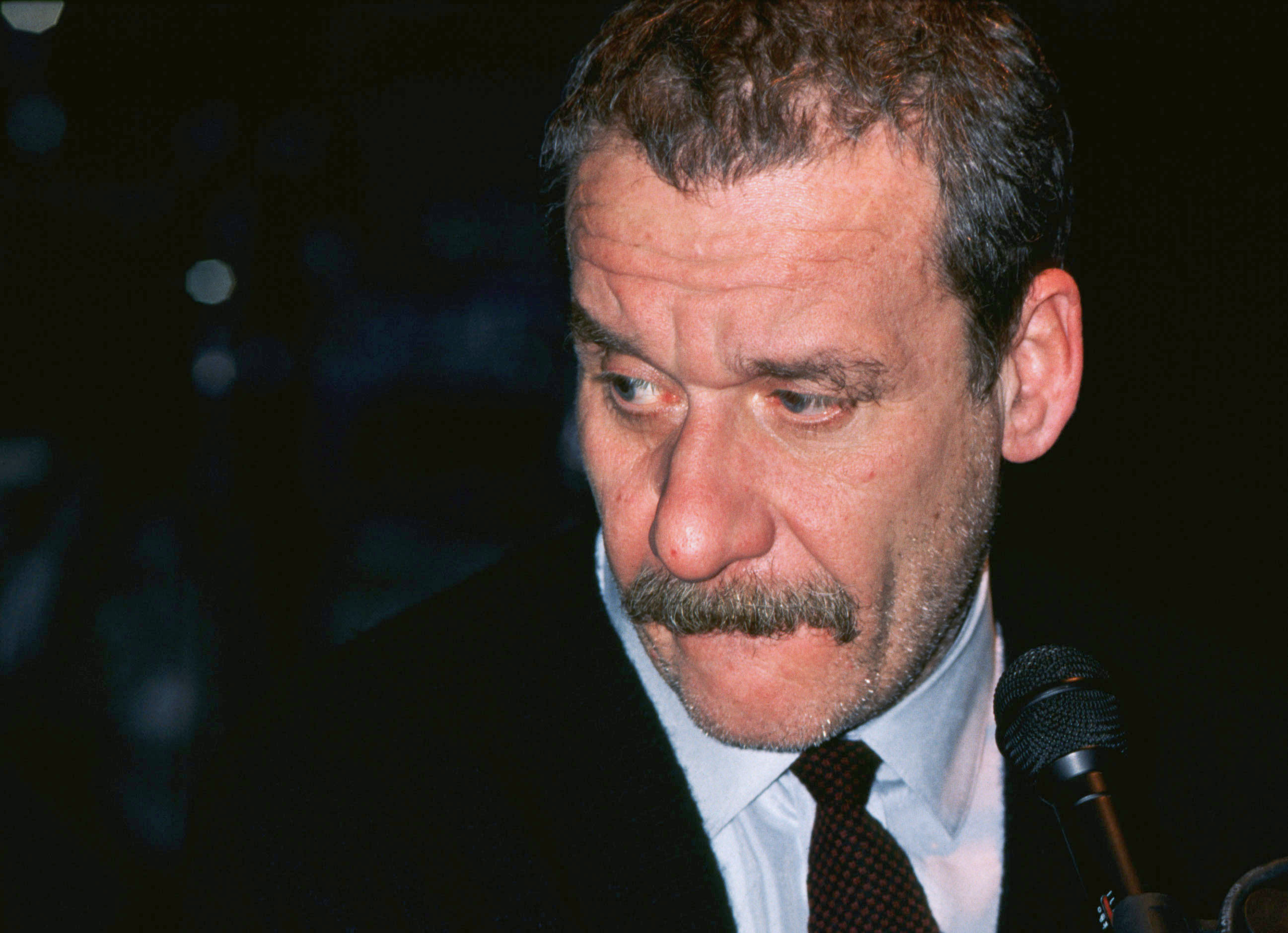
Paolo Conte in concerto

Il 25 marzo 1981 il Club Tenco organizza una sorta di ventiquattro ore non-stop in onore di Paolo Conte dal curioso titolo di "Contiana". Si tratta del primo importante riconoscimento nei confronti dell'artista e l'occasione coincide con la presentazione del nuovo album, dal titolo Paris milonga. Sul palco dell'Ariston sale Roberto Benigni che a sua volta omaggia il musicista, cantando un brano dall'ironico titolo Mi piace la moglie di Paolo Conte. L'evento descritto rappresenta la genesi di uno degli album più conosciuti del repertorio contiano, e questo, anche grazie alla canzone Via con me, destinata, nel tempo, a diventare uno dei brani più popolari dell'artista astigiano, riscuotendo un ampio successo sia di pubblico sia di critica. Anni dopo, il musicista fornirà una personale lettura del brano ai microfoni della trasmissione radiofonica Alle otto di sera: «Vorrei che le canzoni non si consumassero mai. Per un compositore sono il profumo di un mazzo di fiori, e a forza di sentirle questo profumo a volte rischia di andarsene [...] Alcune di esse hanno avuto, però, più fortuna presso il pubblico. Una di queste, oltre ad Azzurro, è di certo Via con me. La cosa mi fa piacere perché, è sicuramente tra le mie preferite [...] Canzone tanto amata, tanto lavorata, e per fortuna tanto consumata, al punto che non soltanto molte ditte l'hanno usata come colonna sonora per le loro pubblicità, ma tantissimi registi di cinema, italiani, inglesi, americani o tedeschi, l'hanno usata tranquillamente. Non so quale sia la ragione. In un film americano che si svolgeva a Parigi, ho avuto addirittura la sensazione che gli americani volessero dare un'idea di Parigi tramite quella canzone. Mi sono sentito francese senza saperlo».
Il singolo assicura ben presto il successo dell'album (il primo del musicista fuori dai confini nazionali) e parte del merito va condiviso con le proprie band di supporto, sempre a metà strada tra l'ensemble jazz e le big band di origini statunitensi. Nel disco compaiono, tra l'altro, musicisti come Jimmy Villotti e Bruno Astesana. Altri brani da sottolineare, sono senz'altro: Alle prese con una verde milonga, che dà in parte il titolo all'LP (dove viene citato il musicista argentino Atahualpa Yupanqui, «ultimo interprete - secondo Conte - della danza pampera chiamata milonga»), Boogie (interpretata anni dopo da Ivano Fossati), Blue Haways e il dittico transalpino Madeleine e Parigi. Sempre nel 1981 collabora con Gabriella Ferri per l'album Gabriella, per cui scriverà alcune canzoni come Sola contro un record, Vamp e Non ridere (reincisa da Conte nell'album Elegia, con un testo parzialmente differente).
Non passa neppure un anno da Paris milonga e l'artista piemontese dà alle stampe un altro disco dal titolo Appunti di viaggio. Grazie a questa nuova manciata di canzoni (dal sapore esotico e tropicale), l'autore tratteggia realtà geografiche sempre più lontane, il più delle volte semplicemente sognate come Chinatown, Shanghai, Timbuctù e Zanzibar. Quest'ultima è richiamata nella canzone Hemingway, che, in quegli anni, faceva da apripista a tutti i suoi concerti. In merito alla genesi di Hemingway, così ricorda il musicista: «La canzone l'avevo ambientata a Venezia, volevo una canzone notturna, una musica notturna, un'ambientazione notturna molto particolare, e mi è venuta l'idea di Venezia di notte, e da Venezia è venuto fuori l'Harry's Bar, da lì un barman che parla francese, perché, secondo un vecchio cliché, il barman per eccellenza non può che parlare francese, ed evoca il fantasma di Ernest Hemingway». Molti i brani da menzionare: si va dalle ritmate Fuga all'inglese, Lo zio e Dancing, a brani più intimisti come Nord, La frase e Gioco d'azzardo. Da non tralasciare, il Foxtrot da camera di Diavolo rosso, canzone tra le più eseguite dall'artista, dedicata alla propria terra d'origine, nonché al celebre ciclista Giovanni Gerbi.

#### Un autore internazionale
(Sotto le stelle del jazz)
(It's a Green Dream)

Una delle caratteristiche smorfie di Paolo Conte in un'esibizione degli anni ottanta

Due anni dopo l'uscita di Appunti di viaggio, l'artista si presenta sul mercato discografico con un nuovo LP, che per la terza volta si intitola semplicemente Paolo Conte. L'album è l'occasione per inaugurare la collaborazione con Renzo Fantini, che per oltre vent'anni diverrà suo manager e produttore. Il disco è un perfetto assemblaggio delle precedenti istanze creative, facendo giungere l'autore alla definitiva maturità artistica. Tanti i brani da ricordare, molti dei quali divenuti ben presto classici del musicista. Basti pensare a canzoni come Gli impermeabili (terzo episodio della tetralogia del Mocambo), l'evocativa Sparring partner, la notturna per piano e sax Come mi vuoi?, la suadente L'avance e Come-di, swing alla Cab Calloway, con numerosi doppi sensi linguistici e vocali. Il tema unificante dell'album è quello dell'"uomo scimmia" (termine ideato dalle comunità afroamericane per definire i ballerini jazz), qui inteso come elogio alla musica statunitense o più precisamente alla musica nera. Questa tematica viene dipanata, secondo dotte citazioni, per tutta la durata del disco e trova la sua maggior concentrazione nel brano Sotto le stelle del jazz ("un uomo scimmia cammina o forse balla chissà...") che rappresenta uno dei pezzi più conosciuti e acclamati del cantautore.
Accolto benevolmente dalla critica, il disco lancia Conte sullo scenario internazionale. Ne segue un'intensa attività live, che lo vedrà impegnato parallelamente sia in Italia sia in Francia, quella stessa Francia che già in passato aveva sentito quale luogo d'ispirazione e vicinanza culturale. Da qui nascerà un anno dopo il doppio live Concerti, primo album dal vivo pubblicato dal musicista, dove le registrazioni dei vari brani vengono riprese dai concerti tenuti al Teatro alle Vigne di Lodi, il 28 maggio 1985, al Teatro Morlacchi di Perugia, il 20 di giugno e al Théâtre de la Ville di Parigi, il 15 e 16 marzo 1985. Il disco è presente nella lista dei 100 album italiani più belli di ogni tempo, classificandosi in settantesima posizione, e si avvale di numerosi musicisti di valore, molti di loro abituali collaboratori di Francesco Guccini, quali Antonio Marangolo, Mimmo Turone, Ares Tavolazzi, ed Ellade Bandini.

Francesco De Gregori, Roberto Benigni e Paolo Conte al Club Tenco nel 1986

In merito ai suoi primi spettacoli in terra francese Conte avrà a dire: «Parigi per me è stata molto importante, il primo rapporto con il pubblico straniero l'ho avuto lì. Il privilegio è quello di essere chiamato dai francesi, e non di cercare di forzare la loro sensibilità per esibirsi nei teatri. I francesi sono venuti a cercarmi, mi hanno offerto i primi tre spettacoli al teatro de la Ville, spettacoli che non dimenticherò mai, perché quando sono entrato in scena pensavo che non ci sarebbero state più di cinquanta persone. Invece per tre giorni ci fu il tutto esaurito». E ancora: «Il successo parigino e francese in generale mi ha aperto improvvisamente le porte di tutta Europa. Significa che un successo parigino rimane ancora una credenziale importante, che Parigi è una realtà culturale riconosciuta: da lì ho potuto andare in Germania, nei Paesi Bassi, dove ho avuto i successi più grandi, compresa l'Inghilterra, che come ben si sa è un luogo molto difficile da conquistare, poi l'America e così via...».
Per il cantautore ha inizio una serie di lunghe tournée all'estero, che lo porteranno a esibirsi due anni più tardi in Canada, allo Spectrum di Montréal, in Francia (tre settimane all'Olympia di Parigi), nei Paesi Bassi e in Germania. Nuove tournée proseguono in Belgio, Austria, Grecia e Spagna. Da evidenziare i due spettacoli al Blue Note di New York, antico e storico tempio della musica jazz. Dello stesso periodo si registrano le sue partecipazioni ai più importanti festival internazionali di jazz, quali Montreux, Montréal, Juan Les Pins e Nancy. La riprova di questa fremente attività artistica è l'uscita di un secondo album dal vivo, dal titolo Paolo Conte Live, del 1988, ricavato in gran parte dall'esibizione tenuta in Canada, a Montreal, il 30 aprile 1988. Il CD contiene tre canzoni, fino ad allora mai interpretate dal musicista: le già citate Vamp e Messico e nuvole e Don't break my heart, già incisa nel 1985 da Mia Martini, con il titolo Spaccami il cuore.
Tra i due live citati esce per il mercato italiano e per quello estero, Aguaplano: un doppio album contenente ventun canzoni, alcune in lingua francese come Le tam-tam du paradis, già scritta in passato per uno spettacolo teatrale di Hugo Pratt. Oltre all'omonima title-track, si ricordano canzoni come Nessuno mi ama, Paso doble, Amada mia e Non sense. Il disco continua con la magnetica Blu notte, la romantica Hesitation e l'ariosa Max, altro brano tra i migliori della sua produzione, volutamente costruito secondo un crescendo agogico con motivo bipartito, ispirato al Bolero di Maurice Ravel. In merito alla fortuna del singolo Conte ha affermato: «Qualche mia canzone ha avuto un riscontro maggiore in una nazione piuttosto che in un'altra. Max, ad esempio, è stata un grandissimo successo da hit parade in Olanda, dove molte mamme hanno chiamato i propri figli con questo nome, per rimanere poi deluse quando mi hanno chiesto cosa volesse dire "Max" e io ho dato loro una spiegazione molto diversa da quella che avrebbero voluto sentire».

### Gli anni novanta

#### Parole d'amore scritte a macchinae la passione per ilNovecento

Paolo Conte nel 1992

Con il dittico Parole d'amore scritte a macchina, del 1990 e 900, del 1992, il cantautore inaugura un periodo di nuova fertilità artistica. Il primo album viene definito dalla critica come uno dei più anomali della sua carriera, che segna un'ulteriore svolta verso un più puro sperimentalismo musicale, dove soluzioni anacronistiche e costruzioni insolite si accavallano continuamente. Un disco assai particolare, fin dalla copertina, dove il fumettista Hugo Pratt ritrae il volto del musicista in schizzo nero su un vivace sfondo arancione. Il disco alterna canzoni dal piglio classico come Colleghi trascurati, Lupi spelacchiati e la stessa title-track, ad altre assolutamente più ricercate e sperimentali, come Dragon, Mister Jive (nostalgico omaggio a Harry Gibson e al Cotton Club), Ho ballato di tutto e Canoa di mezzanotte. Degne di nota Il maestro e Happy feet, brani armonicamente cesellati da un controcanto di cori e voci tutto al femminile.
La seconda parte del dittico, ovvero 900, pur mantenendo costante la vena nostalgica, procede in direzione opposta. Il focus dell'opera è quello della fusione massimalista e orchestrale di stili e generi tra i più diversi, ma sempre ricondotti nell'umore artistico dei primi anni del Novecento. In un'intervista con il giornalista Paolo Di Stefano l'autore precisa: «L'attualità non mi interessa. Il Novecento non è quello che ho sotto gli occhi, è quello che risuona dentro di me. Nel mio piccolo, ho sempre cercato di inseguire lo spirito di questo secolo. Il Novecento è qualcosa di impalpabile, ha tutto un suo gusto ambiguo, che gli dà un fascino speciale. È un secolo molto difficile, perché pieno di equivoci… Non avrei voluto vivere in un secolo diverso da questo, anche se è un secolo che idealmente non sarebbe il mio: ogni volta che suono il pianoforte andando per fantasmi, mi vien da dire che forse starei meglio nell'Ottocento, secolo sicuramente più pianistico e più libertario. Il Novecento è stato un secolo terribile, con due guerre mondiali: un secolo equivoco, ma interessante, in cui abitare è stato forse un privilegio, anche se oggi non riusciamo ancora a capirlo».
Il nuovo disco trova nella sua canzone di lancio, appunto Novecento, il riassunto musicale di ciò che Conte ha spiegato ai microfoni del Corriere della Sera. Il brano diviene rapidamente uno dei più richiesti dal pubblico contiano. La critica viceversa si divide. Non è favorevole Mario Luzzatto Fegiz: «Il brano è la conferma del tunnel in cui l'avvocato di Asti è entrato: una strana canzone, che racconta sensazioni a cavallo fra due secoli, in un paesaggio descritto con versi come 'lassù sul palcoscenico pleistocenico sull'altipiano preistorico'. Ahimè, vengono in mente i deliri antiverbali del paroliere di Battisti, Pasquale Panella, o recenti exploit di Claudio Baglioni (le "insolite insolute insalate") [..] Ora tutto è diventato labirinto psicologico, ermetismo, ma soprattutto manierismo estetico ("Galvanizzato il vento spalancava tutti i garages e liberava grossi motori entusiasmati")». Plaude, invece, dalle file del quotidiano La Repubblica, il critico Gino Castaldo, che fa notare come lo stile di Conte nell'intero album sia «Caricaturale, indiretto, deformante, obliquo, com'è nelle sue corde; eppure già nella canzone d'apertura, Novecento (vezzosamente scritta in lettere, al contrario del titolo dell'album), si coglie una visione fugace, quasi spiata di sguincio, di questo scorcio di fine millennio, che si apre con "dicono che quei cieli siano adatti ai cavalli e che le strade siano polvere di palcoscenico [...] " e poi passa in rivista tra calembour, allitterazioni e fotografie antiche, la nostra cultura divisa tra "spolverini di percalle" e "grossi entusiasmanti motori", sul ritmo di un avvolgente valzer che tutto travolge e tutto raccoglie in un vortice di sentimenti epocali».
A proposito del suo rapporto con la critica musicale l'artista ha affermato: «Mi fa piacere quando i critici e gli studiosi di quello che ho scritto mi fanno dei complimenti "intellettuali", facendo ricerche sulle mie tecniche di scrittura, su certe trovate poetiche o di altro tipo. Però il tipo di applauso che io desidero è un applauso di stampo circense. Lavoro con lo spirito dell'acrobata, che in equilibrio cammina sul filo teso e riesce ad arrivare dall'altra parte. Se arrivo dall'altra parte e vengo accolto da un bell'applauso, sono consolato e sorretto dopo questa fatica in una maniera molto antica [..] A me piace vedere il piede che si muove e che batte il ritmo; è il più bel tipo di riconoscimento che mi può venire dal pubblico». Tornando al disco, altri brani da menzionare sono: la suadente Pesce veloce del baltico, Gong-oh (tributo alla Art Tatum dedicato a Chick Webb e Sidney Bechet), e l'intima Una di queste notti. L'album continua con le decadenti Il treno va, Per quel che vale e Chiamami adesso, tutte volutamente "rétro", caricate di colori e atmosfere tipiche dei Café chantant. Tra i due album pubblicati, avviene il primo importante riconoscimento per l'avvocato di Asti, con il conferimento del Premio Librex Montale, nella sezione "Poetry for Music", creato per l'occasione, da una giuria presieduta da Carlo Bo. Dopo di lui riceveranno il premio Francesco Guccini, Lucio Dalla, Franco Battiato, Fabrizio De André, Ivano Fossati e da ultimo Roberto Vecchioni.

#### Una faccia in prestitoe le varie tournée all'estero

Paolo Conte

Nell'autunno del 1995, Paolo Conte torna in sala di incisione per registrare un nuovo LP dal titolo "teatrale" Una faccia in prestito. Accolto freddamente dalla critica, il decimo album del cantautore ripercorre la strada già tracciata dal doppio LP Aguaplano. Come in quel caso il musicista dà alla luce quante più idee possibili, sfornando diciassette canzoni, dove l'italiano, nel dare forma e sostanza ai testi, non è più l'unico idioma possibile. La "geografia linguistica" dell'autore si estrinseca in testi che passano dall'inglese di Don't Throw It In The W.C, alla lingua piemontese di Sijmadicandhapajiee (letteralmente "siamo cani da pagliaio"), dal napoletano di Vita da sosia, al pastiche ispano-americano di Danson metropoli. La ragione di questo mutamento è da ritrovarsi in un'intervista concessa dal musicista al Corriere della Sera: «Come tanti compositori che scrivono prima le musiche e poi le parole, in genere scrivo con un finto inglese, che è elastico, ti fa sognare molto di più, i pezzi rimangono più astratti, poi quando devi fare i conti con l'italiano cambia tutto». Anni dopo, in un'altra intervista, chiarirà definitivamente il concetto: «È molto faticoso per me, l'ho già detto, piegare la lingua italiana alle esigenze ritmiche e metriche della musica. Sappiamo tutti che quella italiana è una lingua bellissima, ma estremamente difficile da adattare musicalmente per la mancanza di tronche e di elasticità delle sillabe. Tante volte la mia vocazione di musicista mi porta a storpiare la lingua italiana, o a mescolarla con altre lingue per ottenere un risultato buono dal punto di vista ritmico. Mi ha divertito affrontare altre lingue per la loro capacità filmica, cinematografica, teatrale di raccontare al di là dei significati letterali».
Una delle canzoni di punta del disco Elisir, sarà poi riproposta dal cantautore nell'album Danson metropoli - Canzoni di Paolo Conte, personalissimo omaggio degli Avion Travel al musicista astigiano, dove nel brano compare la voce di Gianna Nannini. Altri brani da segnalare sono: Epoca, l'elegante Un fachiro al cinema, Cosa sai di me? e l'ipnotica e sensuale L'incantatrice. Degni di merito anche i brani Architetture lontane e la ritmata Quadrille, dove il musicista alterna le strofe con il contrabbassista francese Jino Touche. Una menzione a parte merita la title track, di cui Conte ricorda la suggestiva ispirazione: «Una canzone che risale ad un ricordo vero e che si ricollega alla mia grande passione per il jazz. Mi riferisco all'incontro col grande jazzista Earl "Fatha" Hines, un superlativo pianista, detto appunto "il padre", padre del pianismo moderno. Mi è apparso come io volevo che fosse: una bellezza nera, dai denti bianchissimi, vestito da boxeur, con un accappatoio bianco, e in mano una pipa e un bicchiere di whisky. Sono riuscito a ottenere un autografo su un vecchio pacchetto di sigarette Turmack, poi, di nascosto, io e il mio amico Mingo, siamo rimasti dietro le quinte ad assistere alla sua esibizione».
Una costante del musicista astigiano restano le esibizioni dal vivo che puntualmente ripartono a ogni nuovo LP. In questa logica nascono i due live Tournée, del 1993 e Tournée 2, del 1998. Il primo presenta registrazioni effettuate in Europa all'Hamburg Congress Centrum, al Paris/Théâtre des Champs Elysées, al Valencia/Teatro Principal e al Monte Carlo Sporting Club. Nell'album sono presenti tre inediti, anch'essi non in lingua italiana come il music-hall di Bye, Music (interpretato dalle cantanti Julie Branner, Rama Brew, Ginger Brew e Maria Short), la ballata in francese di Reveries e lo strumentale di Ouverture alla russa. Il secondo capitolo di Tournée, realizzato, come detto, nel 1998, contiene ben cinque inediti: Swing, Irresistible, Nottegiorno, Legendary (interpretata dalla cantante Ginger Brew) e Roba di Amilcare, commosso brano in ricordo di Amilcare Rambaldi, tra i primi scopritori dell'artista, nonché, ideatore del Club Tenco. Nel medesimo lasso di tempo, esce, per il mercato americano, l'album raccolta The Best of Paolo Conte, già pubblicato due anni prima per il mercato europeo. Votato "disco dell'anno" dall'autorevole rivista Rolling Stone, porrà le basi per la realizzazione di un tour di successo in terra americana, che porterà il cantautore a esibirsi nelle principali città degli Stati Uniti, quali New York, Boston, Los Angeles e San Francisco.

### Gli anni duemila

#### Razmataz: un progetto lungo trent'anni

Uno dei numerosi disegni che compongono l'opera multimediale di Razmataz

Il vecchio millennio si chiude con la pubblicazione dell'album Razmataz, uscito nel 2000 (anche in DVD), direttamente tratto dal musical-vaudeville RazMaTaz, ideato e curato dallo stesso artista. La commedia vede la luce nel 1989 in un libro omonimo, dove compaiono i disegni, gli spartiti, e i testi con varie annotazioni dell'autore. Il progetto rappresenta una sorta di atipica forma di spettacolo, pensato e studiato dal musicista, fin dagli anni settanta. Caso unico nel panorama della canzone d'autore, Razmataz, oltre che un disco è uno sceneggiato radiofonico che sfocia in un progetto di operetta multimediale, dove, alla colonna sonora, si aggiungono tavole dipinte dal musicista (oltre 1.800 schizzi a carboncino, tempere e disegni) che raccontano, come veri storyboard, una trama fumosa e imprecisa. Non a caso l'etimologia stessa del nome Razmataz deriva dall'inglese colloquiale, che sta a significare: «confusione chiassosa e pittoresca». Ne nasce un'opera insolita e piuttosto significativa, anche se destinata a non raggiungere il successo desiderato; e questo in virtù della scelta stessa di non concretizzarsi in un musical, compiendo un'operazione opposta a quella del coevo Notre-Dame de Paris. Realizzato in varie versioni (italiana, inglese, francese e spagnola), questo nuovo lavoro è l'occasione per mettere a nudo l'abilità pittorica del musicista, che si traduce in linee e colori di chiara ispirazione avanguardista, prediligendo, in particolar modo, il primo periodo di Carlo Carrà.
Il pretesto narrativo è la storia di una ballerina africana (di nome Razmataz), della sua rincorsa al successo e della sua rapida e misteriosa scomparsa, metafora dell'incontro della vecchia Europa con la giovane musica nera. La commedia, è un elogio alla musica afroamericana, dove a contorno si stagliano una serie di figure che riportano Parigi allo spirito libertario di inizio secolo.
Nelle diciotto canzoni presenti, nascono personaggi come il girovago bluesman di Yellow Dog, i ladroni danzanti della Java javanaise, gli artisti di strada di Ça depend e quello della cantante espressionista Zarah, nel brano The Black Queen. Così facendo, l'autore amalgama musica jazz, cultura africana, e classicismo operistico, fondendoli in una romantica e colorata "poetica dei bassifondi".
Una delle canzoni simbolo, It's a Green Dream (proposta nel disco in due versioni), è così commentata dall'autore: «It's a Green Dream è una delle canzoni chiave, ed è la canzone cara ai neri americani che sono arrivati a Parigi, perché in un testo brevissimo, ripetuto in modo un po' tribale, si immagina un ritorno ad antiche ascendenze della loro razza, e si evoca la terra del Mozambico, come un paradiso perduto. Non dimentichiamoci che sono neri americani i cui avi provengono da una deportazione, e quindi hanno una patria lontana quasi dimenticata, rimasta nel loro sangue, nei loro ritmi, nel loro modo di camminare, di vivere, di pensare, di immaginare, di sognare. Ecco, questo è il "sogno verde", il sogno del Mozambico, terra perduta che si vorrebbe ritrovare».

#### Nel segno dell'elegia
«Signore e signori dell'Università, su questa mia faccia, sempre che sia sufficientemente espressiva, potete leggere tutta la soddisfazione per l'onore che mi fate, ma anche l'imbarazzo di uno che non è assolutamente in grado di tenere per voi una lectio doctoralis». Con queste parole Paolo Conte accoglie, il 4 aprile del 2003, la Laurea honoris causa in Lettere Moderne conferitagli dall'Università degli Studi di Macerata. Nell'occasione tiene una lezione sui "tempi dell'ispirazione", passando in rassegna gran parte della poesia e della pittura del novecento, svelando, tra l'altro, la sua preferenza per il pittore Massimo Campigli. Un mese prima, durante un incontro con gli studenti dell'Ateneo Patavino, a chi gli chiedeva anticipazioni dei suoi progetti futuri, l'artista affermava che presto avrebbe trovato l'ispirazione per scrivere nuove canzoni..
Infatti, nel novembre 2004, dopo aver pubblicato una nuova antologia per il mercato estero (Reveries), il musicista riappare sulle scene, con un disco di inediti dal titolo Elegia. Primo album del cantautore per la casa di produzione Atlantic, Elegia è una parola leggibile sia con i registri di "sentimentale" e "morale", sia con quelli di "mesto" e "lamentoso". Il leitmotiv dell'opera è quello della nostalgia, una nostalgia non priva di momenti ironici, che guarda a mondi musicali ormai lontani e perduti, e con cui la musica dell'artista torna a misurarsi. Tutto ciò si evince nel brano La nostalgia del Mocambo, che offre all'ascoltatore un incipit strumentale tipico della bossa nova, facendosi via via sempre più veloce e incalzante. Altre canzoni da segnalare sono la delicata Non ridere (regalata in passato a Gabriella Ferri), la poetica title-track, il tango di Sonno elefante e l'ironica Sandwich man, scanzonato ritratto degli albori del cinematografo. Chiude il disco l'honky tonk pianistico del brano La vecchia giacca nuova, appassionata analisi del cabaret e del teatro sociale anni venti.
Un anno dopo, nel 2005, esce un nuovo disco dal vivo, dal titolo Live Arena di Verona. Il doppio album, a differenza dei precedenti, non è un puzzle di varie performance europee, bensì una fedele trasposizione del concerto tenuto all'Arena di Verona (davanti a 12 000 spettatori), la sera del 26 luglio 2005. Unico inedito è il brano Cuanta Pasiòn, che vede la partecipazione del chitarrista dei Gypsy Kings Mario Reyes, e della cantante iberica Carmen Amor. Inoltre, sempre, nel 2005, dopo trentasette anni, torna a scrivere per Adriano Celentano, regalando all'artista milanese una nuova canzone dal titolo L'indiano. In merito a questa nuova collaborazione, in un'intervista a La Repubblica, Paolo Conte dichiara: «Ho scritto questa canzone facendogli una specie di ritratto. Per far capire il suo modo di parlare, il suo modo di esprimersi, che è proprio come quello di un indiano». In una successiva intervista, aggiunge: «Ho scritto questo testo facendo tesoro delle parole che Celentano mi aveva detto tanti anni fa, descrivendomi il paradiso come un cavallo bianco che non suda mai, "perché sai", diceva, "se tu vai a cavallo qui in mezzo alle gambe senti il sudore del cavallo". Mi sembrava una parlata da indiano, e ho scritto una musica un po' pellerossa che non mi dispiaceva affatto, lui è stato un po' timido nel cantarlo, un po' cupo, sembra quasi che col mio provino l'abbia influenzato. Io invece sono sempre stato molto stimolato dalla sua voce».

#### Tra pittura e canzoni

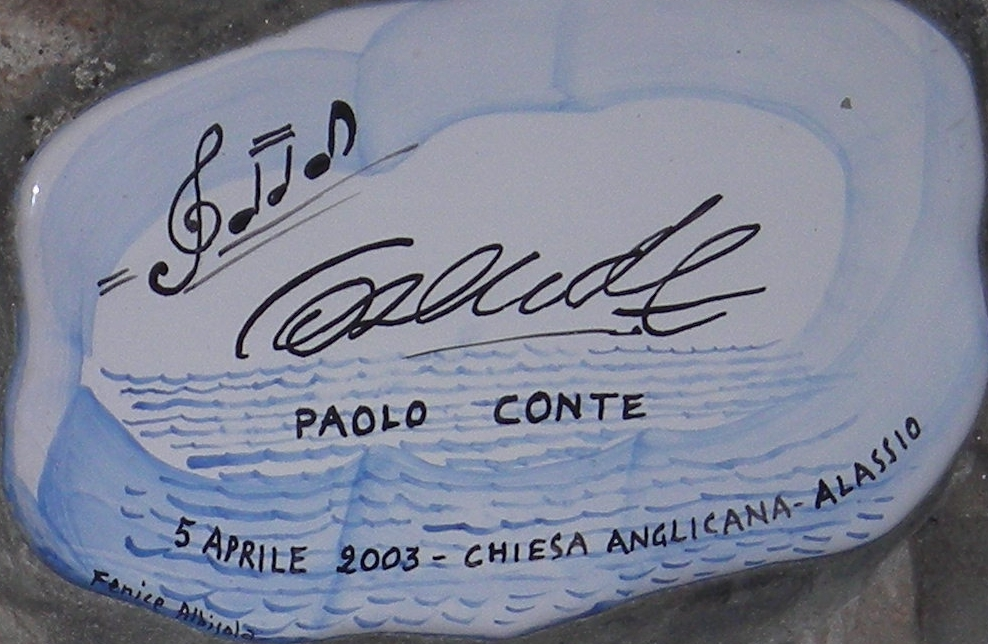
Autografo di Paolo Conte, pubblicato nel 2003 sul Muretto di Alassio

Nel febbraio del 2007, il Comune di Asti decide di accettare la proposta di commissionare all'avvocato piemontese la preparazione dei due tradizionali sendalli raffiguranti san Secondo, dipinti dal cantautore per le celebrazioni del 40º Palio di Asti. L'occasione diventa materia di cronaca per porre l'artista al di fuori del mondo della canzone, spostandone l'attenzione verso, la già citata, passione per la pittura. A tal proposito il musicista ricorda: «Nella mia vita il vizio della pittura è molto più vecchio rispetto a quello della musica. Risale a quando ero bambino, poi magari sono stato anni senza toccare pennelli o matite. Da piccolino disegnavo trattori. Crescendo ho disegnato donne nude e musicisti di jazz».
Non a caso, nel maggio del 2007, riceverà dall'Accademia di belle arti di Catanzaro la laurea honoris causa in pittura. All'artista astigiano viene così conferita una seconda onorificenza per «la conclamata competenza nel campo della pittura», secondo quanto comunicato il giorno della cerimonia. Numerose, d'altronde, sono state, negli ultimi anni, le mostre esposte dal cantautore, sia in Italia sia all'estero, spesso insieme ad altri artisti, come nel caso della mostra a Castel Sant'Angelo, che nel 2006 ha raccolto quadri realizzati da Dario Fo, Paolo Conte, Franco Battiato, Gino Paoli e Tony Esposito.
L'artista, ben lungi dall'abbandonare la musica leggera, nel settembre del 2008, torna sulla scena musicale con la pubblicazione di un nuovo album dal titolo Psiche. Il disco viene presentato in anteprima alla Salle Pleyel di Parigi, assieme all'orchestra sinfonica dell'Ile de France (diretta da Bruno Fontaine), a cui seguirà una speculare tournée europea. L'album propone novità sonore del tutto estranee al mondo del musicista, pur mantenendo saldo il gioco linguistico di atmosfere e colori propri della cultura esotica. Così Curzio Maltese dalle pagina del quotidiano La Repubblica: «Nel nuovo album di Paolo Conte si ritrovano i miti di sempre, dalla bici al circo, dai misteri femminili alle suggestioni esotiche. Ma ci sono anche sapori e colori inediti, una ricerca musicale che accantona per un po' jazz e swing e sposa per la prima volta l'elettronica e i suoni di gomma e di plastica dei sintetizzatori, con tutta la loro strana poesia».
Riguardo all'esotismo della scrittura contiana, da sempre al centro dell'attenzione della critica, Paolo Conte afferma: «Tante volte, quando mi intervistano, mi parlano di un esotismo che ricorre sovente nelle mie canzoni, ed è stato fatto un accostamento, illustre tra l'altro, con Emilio Salgari. Per un po' ho accettato questa definizione, forse l'ho perfino suggerita io stesso, perché era il caso mio: mi inventavo il Messico, mi inventavo Timbuctù, Babalù, e tutti gli esotismi possibili senza mai essere stato in giro, senza averli mai conosciuti da vicino [...] il mio esotismo è un malessere che i francesi chiamano ailleurs, il senso dell'altrove, tipico degli scrittori novecentisti, ed è una forma di pudore e fa sì che certe storie della nostra vita reale vengano trasferite in un teatro più lontano, più immaginifico, più fantasmagorico, per attutire il senso della realtà e trasformare la povertà che può esserci nel contenuto di una storia raccontata in qualche cosa che può essere più vicino alla favola, alla fiaba». L'album, presenta numerose canzoni di stampo melodico come L'amore che, Intimità e Psiche, ad altre più elaborate come la brasileira Danza della vanità, Big Bill, Silver fox e il soul - gospel del brano Il quadrato e il cerchio. Nello stesso anno compare anche l'album Paolo Conte Plays Jazz, uscito per la Sony, che raccoglie una collezione di brani standard d'impronta swing, contenente, tra l'altro, l'intero LP The Italian Way to Swing, del lontano 1962.

### Gli anni duemiladieci

#### Una rinnovata continuità artistica

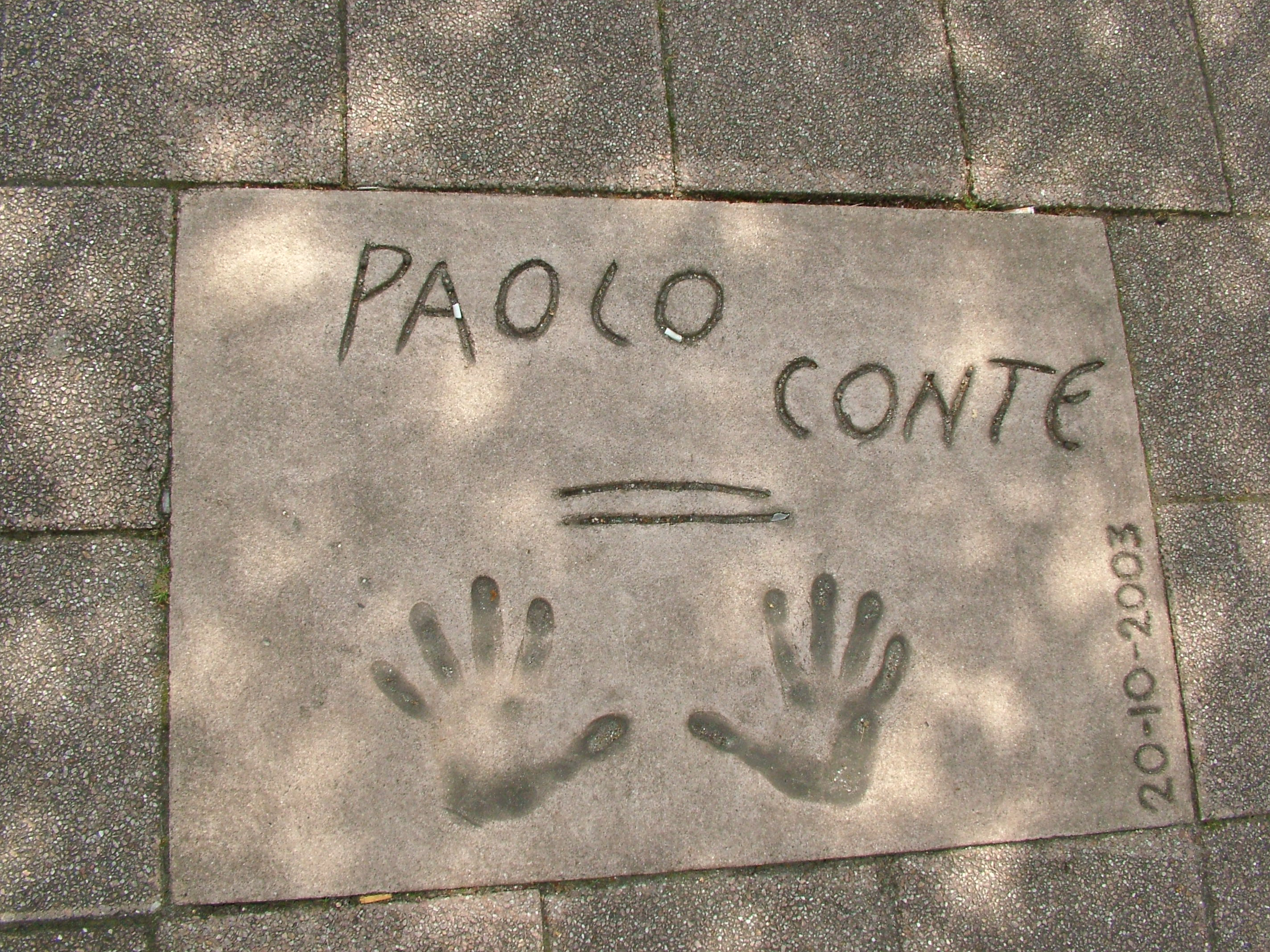
Il calco delle mani di Paolo Conte sulla Walk of Fame di Rotterdam

A riprova di una rinnovata continuità artistica, a soli due anni di distanza dall'ultima fatica, il 12 ottobre 2010 esce per l'etichetta Platinum il quattordicesimo album in studio del cantautore, denominato Nelson. Il titolo deriva dalla caratteristica copertina, un ritratto del cane di famiglia deceduto nel 2008 e dipinto dallo stesso musicista. A tal proposito l'autore afferma: «Non l'ho mai citato in nessuna canzone e allora ho voluto intitolargli un disco». Ancora una volta il nuovo LP si nutre di brani cantati in numerose lingue: si va dal francese di C'est beau, al napoletano di Suonno e' tutt'o suonno, dall'inglese di Bodyguard of myself, alla spagnoleggiante Los amantes del Mambo. Canzoni da ricordare e che si inseriscono visibilmente nel classico repertorio del musicista sono: Tra le tue braccia, Galosce selvagge, Clown e il divertissement di Sotto la luna bruna. Il singolo di lancio, L'orchestrina, come spiega una nota sul disco, è dedicato a Dino Crocco: «Dino Crocco - spiega Paolo Conte - era un carissimo amico, oltre ad essere il capo di un'orchestrina che suonava nelle belle sale da ballo italiane negli anni Sessanta. Ho dedicato a lui questa canzone che si chiama L'orchestrina perché mi riporta a quegli anni, quando io seguivo queste orchestre e osservavo cosa succedeva nell'orchestra e intorno all'orchestra».
Il disco è un invito a distaccarsi dalla barbarie del quotidiano, a conferma della rinomata idiosincrasia dell'artista per l'attualità. Il relativo concetto viene esposto dall'autore in un'intervista al Corriere della Sera: «Il mio pubblico non è schiavo delle mode e io lo lascio libero sia dal punto di vista stilistico che da quello concettuale», e alla successiva domanda del giornalista Andrea Laffranchi su un suo personale giudizio sulla realtà di oggi, il musicista risponde: «Ne penso tutto il male possibile, ma è meglio non parlarne per non sollecitare brutte abitudini. Ci sono battaglie perse in partenza contro certi modi di fare e criticare non basta, ci vorrebbe un impegno più forte, forse bisognerebbe fare delle multe per slealtà, cattiveria, volgarità, cattivo gusto, in generale e all'italiana». L'album è dedicato a Renzo Fantini, produttore e collaboratore di lunga data dell'artista, scomparso nel marzo del 2010.

#### Le nuove prove discografiche

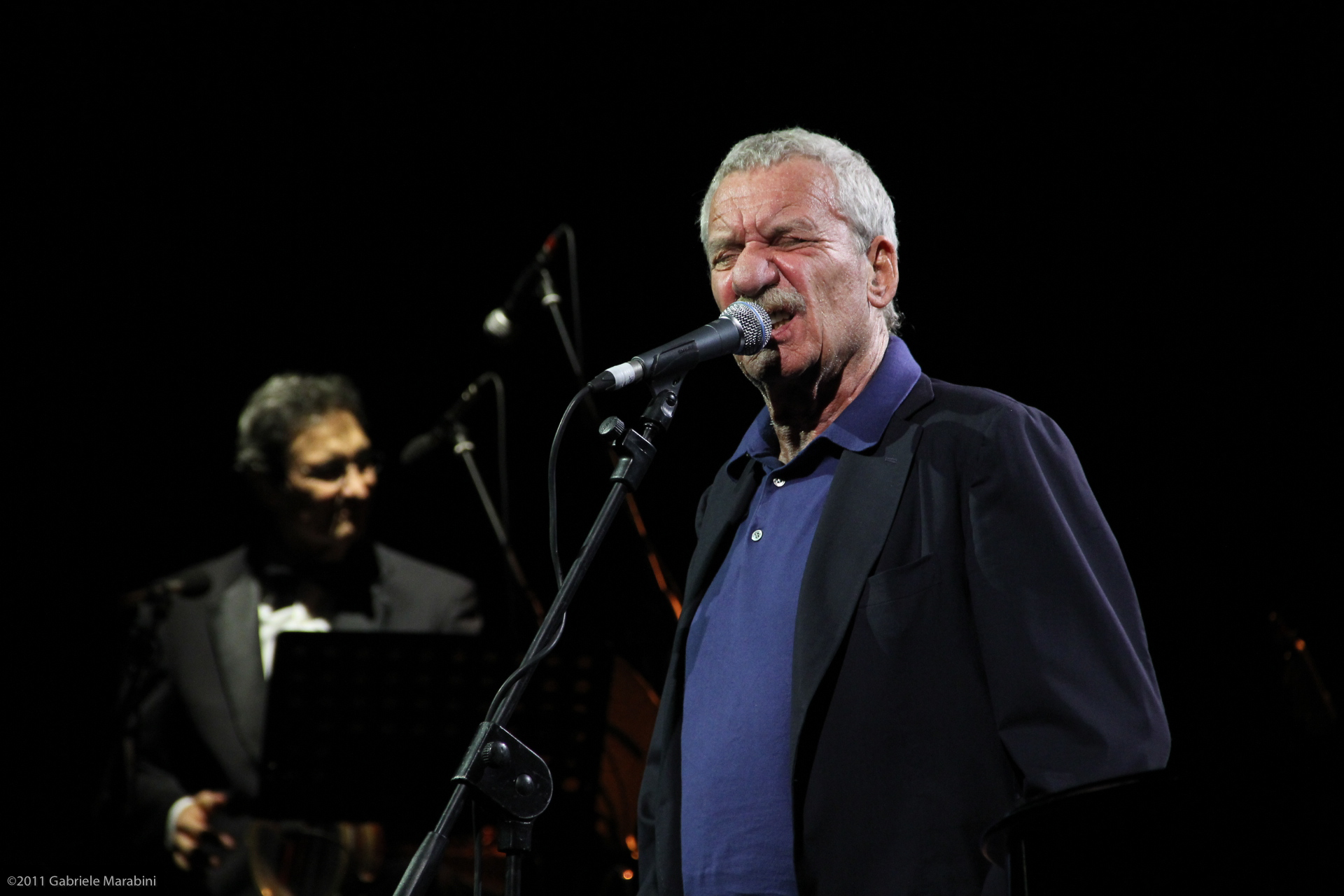
Paolo Conte in concerto nel 2013

Al presentarsi del nuovo decennio, l'artista torna sul mercato discografico lanciando una raccolta antologica di vecchi successi dal titolo Gong-oh (contenente il brano inedito La musica è pagana). A seguito del ritiro dalle scene di Ivano Fossati (a cui seguirà un anno più tardi quello di Francesco Guccini), alla domanda sulla possibilità di dimettersi come "cantautore", il musicista risponde: «Ci sono artisti che desiderano morire in scena, altri che se la sentono di praticare la difficile arte di fare i pensionati. Ma poi, di notte, col favore delle tenebre, la musica potrebbe bussare alla porta...». Nello stesso anno, la città di Parigi conferisce al musicista, la Grande medaille de Vermeil, massima onorificenza della capitale francese, confermando ancora una volta, nei confronti dell'artista piemontese, una stima e un affetto oramai trentennali.
Nell'ottobre del 2014 il cantautore presenta un nuovo album di inediti dall'eccentrico titolo Snob. A comporre il disco sono quindici brani originali, scritti e arrangiati nel consueto stile dell'autore. La chiave interpretativa dell'opera risiede nella ricerca (più suggerita che mostrata) di una critica al "modus vivendi" contemporaneo. Non a caso, ai microfoni del TGcom24, l'artista evidenzia il desolante quadro della realtà italiana, e questo anche sotto il profilo culturale: «Noto che c'è un momento debole dal punto di vista musicale e letterario. I "cantautori storici" che ho conosciuto e che sono venuti prima di me erano tutte persone coltissime. Oggi, invece, la gente scrive improvvisando. Non sono ottimista ma spero che qualcosa cambi». Il titolo del disco allude al personaggio dell'omonima canzone, personaggio che viene a riassumere in sé le qualità di una persona "non ordinaria" come lo sono, chiarisce l'autore, gli intellettuali, gli snob e i dandy; categoria, quest'ultima, a cui Conte ha dichiarato di sentirsi più vicino: «in quanto il dandy è più puro e più profondo. Lo snob è più raffinato, ma anche più superficiale».
Uno dei fili conduttori dell'album è l'usuale presenza di geografie e sentimenti di natura esotica, riscontrabili nel singolo di lancio Tropical, trasmesso in rotazione radiofonica a partire dal giorno 26 settembre 2014. Dello stesso tenore i brani Argentina, l'irruente e giocosa Si sposa l'Africa e la sensuale e sorniona Donna dal profumo di caffè. Di rilievo l'intensa Tutti a casa e la ritmica Maracas, dove si alternano strofe in lingua italiana e in dialetto genovese. A seguire riparte, sempre nel mese di ottobre, il nuovo tour internazionale che toccherà (fino al mese di marzo 2015) alcune delle città più importanti d'Europa come: Roma, Milano, Vienna, Parigi, Amsterdam e Francoforte.
Nel 2016 Conte esce con Amazing game, un album per la prima volta solo strumentale. «Questo repertorio è costituito da registrazioni effettuate in epoche diverse, dagli anni '90 a oggi per colonne sonore di pièce teatrali e a scopo di studio e sperimentazione, che escono dai cassetti dove li custodivo con cara devozione. E ora vengono pubblicati in disco in accordo con la Decca. C'è dentro molta scrittura e anche molta improvvisazione». Il disco arriva in settima posizione nella classifica italiana. Nel novembre del 2018 esce Live in Caracalla, registrazione del concerto tenuto in estate nella città di Roma, presso le terme omonime. L'album contiene l'inedito Lavavetri.
Nel 2019 disegna personalmente la copertina del libro Onyricana scritto dal suo grande amico e musicista Jimmy Villotti.

### Gli anni duemilaventi
Nel 2020, in seguito alle misure di confinamento dovute alla pandemia di COVID-19, è scelto dal Ministero degli Esteri per diffondere nel mondo un messaggio video di promozione della cultura italiana assieme ad Andrea Bocelli, Renato Zero, Alberto Angela, Mezzotono, Tiziano Ferro, Massimo Ranieri, Mario Biondi, Gilberto Gil, Noa, Uto Ughi.
Nel febbraio 2023, in seguito al suo annunciato concerto al Teatro alla Scala di Milano, l'editore musicale Piero Maranghi invita il cantautore a non esibirsi. L'esibizione avviene comunque ed è la prima di un cantautore per il teatro milanese. Da questa esibizione sono tratti l'album live Paolo Conte Alla Scala - Il Maestro È Nell'anima (pubblicato il 24 novembre 2023) ed il documentario omonimo (proiettato il 4, 5 e 6 dicembre).

## Vita privata
È sposato con Egle Lazzarin, conosciuta nel 1975. La coppia non ha figli. Vive ad Asti.
È fratello maggiore di Giorgio Conte, cantautore e compositore, e cugino di Alberto Conte, professore universitario di matematica e geometria, al quale trasmise la passione per il jazz.

## Paolo Conte e la Francia

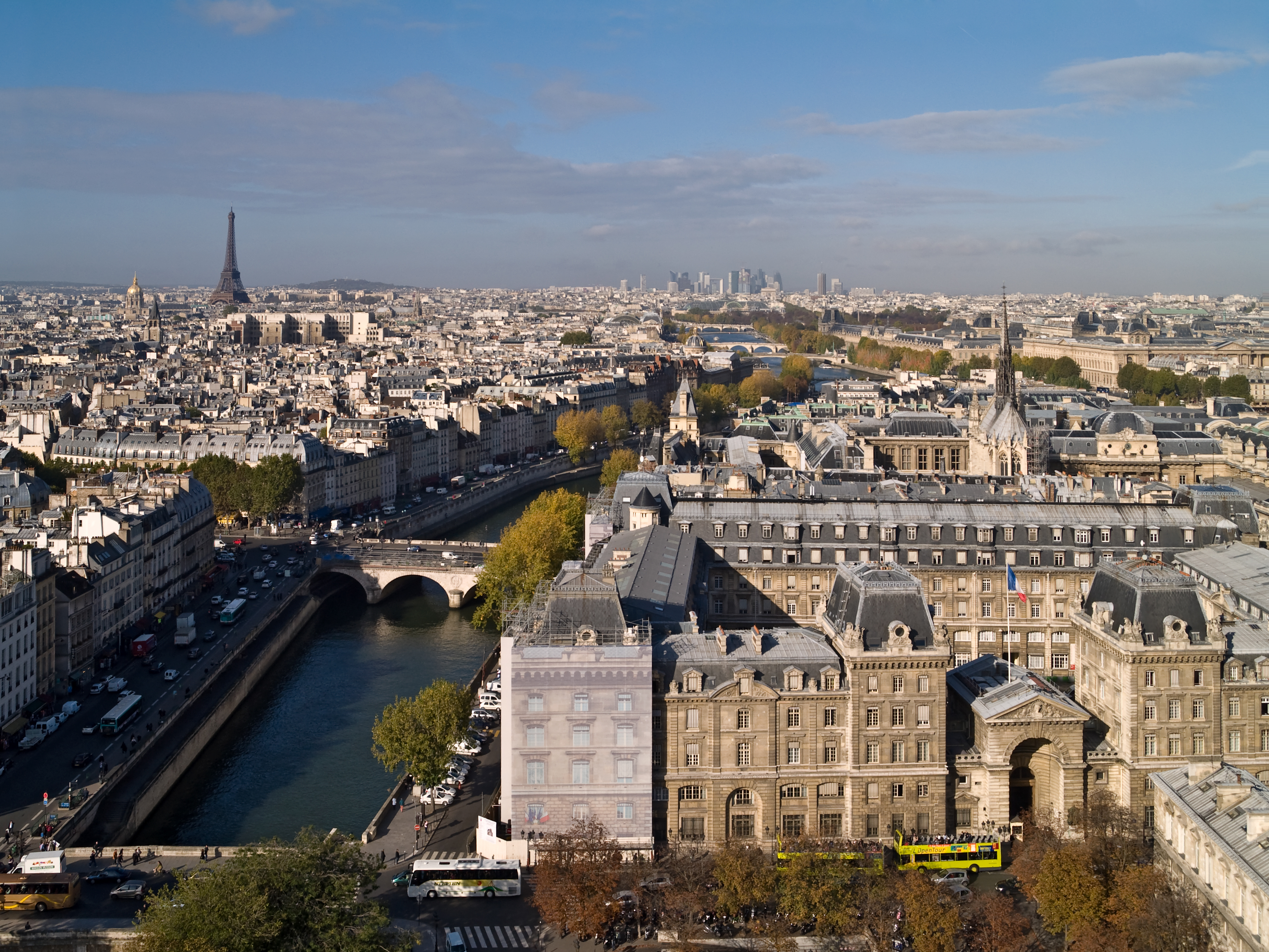
Una veduta dall'alto di Parigi, città da sempre vicina al cantautore, che nel 2011 gli ha consegnato la Grande médaille de Vermeil, massima onorificenza della capitale francese

Durante la cerimonia ufficiale per la consegna della Grande médaille de Vermeil nel 2011, all'Hotel de Ville di Parigi, Christophe Girard, vicesindaco responsabile della Cultura, ha ripercorso la carriera dello chansonnier astigiano ricordando il suo legame con la Francia e Parigi: «Quando si pensa a Paolo Conte, si pensa alla sua "allure", alla sua inconfondibile silhouette. Una sagoma che a mio parere non è nera ma di fuoco. Me lo lasci dire francamente, lei è il nostro Cavaliere preferito… Prima ancora che un avvocato, lei è un artista e un uomo libero. A nome del comune di Parigi, che ha uno stretto legame con Roma e adesso con Asti, volevamo renderle omaggio, attribuendole una sorta di cittadinanza onoraria della città».
Nei paragrafi precedenti, si è già parlato della sintonia culturale che lega Paolo Conte al pubblico francese, sintonia che l'artista ha cercato di sintetizzare, commentando uno dei suoi brani più famosi: «Come di, è una canzone che ha avuto un grande riscontro in Francia. Non tanto perché dal gioco di parole veniva fuori una parola francese, forse perché hanno capito qualcosa che altri non hanno capito. Ho potuto verificarlo durante una trasmissione televisiva dedicata a fatti di guerra molto crudi, nel corso della quale mi è stato chiesto di cantare questa canzone. Ho domandato perché, e mi fu risposto: "Perché è la canzone degli addii". Avevano compreso realmente la sua vera essenza».
Una vicinanza reale, quella tra il musicista astigiano e il pubblico francese, vicinanza, che lo stesso cantautore esemplifica in un'altra intervista, definendo Parigi: "la città artistica per eccellenza", e questo, anche per l'innata vocazione della capitale ad accogliere in sé artisti di qualsivoglia nazionalità: «Parigi per gli artisti è la città ospitale per eccellenza. Non c'è artista che non vi abbia fatto pellegrinaggio. Là si raccoglievano un po' tutte le idee, là c'era la capacità di sentirsi figli di una identica divinità artistica. Parigi ha fatto vivere tanti artisti, ha permesso loro di campare, offrendo un tipo di ospitalità che è a misura d'uomo, dove i sentimenti sono sempre tenuti in vita come una fiamma, voluti. Ho avuto modo di ascoltare dei provini di cantanti parigini (soprattutto donne); che non avevano niente di importante da un punto di vista poetico [...] Tuttavia, quei tre minuti di esibizione li vivevano come qualcosa di assoluto. C'è un forte sentimentalismo, inteso nella sua capacità di far fiorire le storie, le divinità nascoste del pomeriggio, della notte e del mattino, che è tutto francese. E questa, è una grande forza di Parigi».

## Paolo Conte e il cinema
Oltre a essersi avvicinato alla scrittura, pubblicando, nel 2009, un libro a quattro mani con la scrittrice Manuela Furnari, dal titolo Prima la musica, un'altra forma espressiva, sicuramente prossima al cantautore, è da ricercarsi nell'arte cinematografica. Il musicista, infatti, è da sempre legato a un cinema di stampo classico, soprattutto americano, francese e italiano, che spesso ha contribuito a dare forma e immagine al lessico delle sue canzoni. A titolo di esempio, il giornale statunitense The Wall Street Journal, in un'intervista effettuata all'artista, nel 1998, ha dichiarato, che ascoltare le canzoni del musicista astigiano «è come avere un film di Federico Fellini nelle orecchie». Tra l'altro, il cantautore, a proposito del brano L'orchestrina, che ritrae la scena di un dancing d'epoca con l'odalisca che si spoglia, rivela: «Mi illudo che il testo non sarebbe dispiaciuto al mondo di Federico Fellini».
In merito alla genesi di un altro brano, dal titolo Un fachiro al cinema, Conte ha rivelato un'esplicita passione verso il primo periodo di Stanley Kubrick, affermando: «Da ragazzo, mi sono visto proiettare un film di cui non sapevo assolutamente niente, ed ero l'unico spettatore in sala. Benché questo film non avesse una trama, sono uscito dalla proiezione convinto di aver visto una cosa meravigliosa, tale era la bellezza delle immagini e della fotografia, e per tanti anni ho continuato a ricordarlo. Si chiamava Il bacio dell'assassino. Trentacinque anni dopo, leggo sul Radiocorriere che lo danno in televisione, e ho avuto un soprassalto. Vado a leggere il nome del regista: Stanley Kubrick. So che lui alla fine della carriera lo ha rinnegato assieme ad altri suoi film, ma per me resta un'opera di una classe notevole».
Nel corso degli anni, la sua passione per la settima arte si è materializzata nella composizione di svariate colonne sonore, in seguito compendiate in un disco, uscito nel 1990 per la Mercury, dal titolo Paolo Conte al cinema. L'album presenta brani del cantautore che sono apparsi sia in pellicole cinematografiche sia in spettacoli teatrali, tra i quali si ricordano: Le tam tam du paradis, scritta dall'artista per lo spettacolo teatrale Corto Maltese, del 1982 (qui cantata da Athina Cenci), Via con me, cantata da Roberto Benigni per il film Tu mi turbi (di cui Conte ha curato tutte le musiche), Le chic e le charme, dal film Aurelia e lo strumentale Provvisory house, dallo spettacolo teatrale Varietà in varie età. Ancora da menzionare sono le versioni strumentali di Hesitation, dal film Professione farabutto e Locomotor, dal film Scherzo del destino in agguato dietro l'angolo come un brigante da strada, del 1983, diretto da Lina Wertmüller. Inoltre, nel film French Kiss, diretto nel 1995 da Lawrence Kasdan, mentre la protagonista Meg Ryan passeggia per le strade di Parigi, è possibile sentire l'intera canzone Via con me, cantata in italiano da Paolo Conte.
Le canzoni di Conte Elisir e Come di fanno parte della colonna sonora del film statunitense Mickey occhi blu. Conte compone poi le musiche per il film d'animazione del 1996 La freccia azzurra, con cui vince l'anno seguente il Nastro d'argento e il David di Donatello per la miglior colonna sonora.
A settembre 2023 ricorda Enzo Jannacci nel docufilm del regista Giorgio Verdelli Enzo Jannacci - Vengo anch'io.

## Paolo Conte e il fumetto
La personalità musicale di Paolo Conte ha spesso incontrato il mondo dell'illustrazione e più precisamente del fumetto, stimolando numerosi professionisti del genere a dedicare al cantautore ben più di uno schizzo su carta. In particolar modo, è doveroso ricordare la ricostruzione illustrativa effettuata dall'amico e fumettista Hugo Pratt: nel 1982 il creatore di Corto Maltese ha raccolto, in un volume curato da Vincenzo Mollica e intitolato Le canzoni di Paolo Conte, venti disegni che descrivono, nel perfetto stile dell'illustratore veneziano, alcuni fra i brani più significativi del musicista.
L'omaggio di Pratt al musicista non resta un caso isolato: nel corso del tempo, molti fumettisti di fama hanno omaggiato con gli strumenti della china e il carboncino l'universo musicale di Conte, fra cui Altan che ha raffigurato situazioni e atmosfere del "Bar Mocambo", Milo Manara che ha riprodotto quei mondi esotici da sempre cari al musicista, fino a Guido Crepax e Sergio Staino che si sono ispirati rispettivamente alle due canzoni del musicista Un gelato al limon e Rebus.
Questa tendenza a riprodurre in immagini narrative le varie canzoni del cantautore ha ripreso spinta nel XX secolo. Nel 2009 è uscito, a cura del fumettista Gino Vercelli per la collana Strippers, Musica e nuvole. Paolo Conte, le canzoni interpretate a fumetti: questa nuova raccolta ha dato la possibilità a vari giovani autori di rappresentare a fumetti molte delle canzoni del cantautore, usando stili e tecniche tra le più disparate, come ad esempio uno stile vicino ai manga per Sparring Partner o uno ispirato al fumetto statunitense anni '50 per La topolino amaranto.
Fra gli autori stranieri, Bill Griffith ha reso omaggio all'artista, ritraendone un divertito primo piano.

## Discografia
Album in studio
- 1974 - Paolo Conte
- 1975 - Paolo Conte
- 1979 - Un gelato al limon
- 1981 - Paris milonga
- 1982 - Appunti di viaggio
- 1984 - Paolo Conte
- 1987 - Aguaplano
- 1990 - Parole d'amore scritte a macchina
- 1992 - 900
- 1995 - Una faccia in prestito
- 2000 - Razmataz
- 2004 - Elegia
- 2008 - Psiche
- 2010 - Nelson
- 2014 - Snob
- 2016 - Amazing game

## Premi e riconoscimenti
- 1983 - Premio Tenco alla carriera
- 1985 - Targa Tenco miglior canzone italiana Sotto le stelle del Jazz
- 1985 - Targa Tenco miglior album italiano Paolo Conte
- 1987 - Targa Tenco miglior album italiano Aguaplano
- 1991 - Premio Librex Montale, sezione "Poetry for Music"
- 1993 - Targa Tenco miglior album italiano 900
- 1997 - David di Donatello come miglior musicista per il film La freccia azzurra.
- 1997 - Nastro d'argento alla miglior colonna sonora per il film La freccia azzurra.
- 1999 - Targa Tenco miglior canzone italiana Roba di Amilcare
- 2005 - Targa Tenco miglior canzone italiana Elegia
- 2007 - Riccio d'Argento - Premio Miglior Live d'Autore dell'Anno della XXIII Fatti di Musica di Ruggero Pegna
- 2011 - Premio Chiara - Le Parole della Musica
- 2017 - Professore ad honorem dell'Università degli Studi di Parma in Linguaggi musicali della contemporaneità
- 2020 - Premio Carlo U. Rossi Cinema e Musica[92]